# José Camilo Ferreira Rabelo
José Camilo Ferreira Rabelo (1826 — ?) foi um político brasileiro.
Foi presidente da província do Espírito Santo, de 1 de maio a 17 de setembro de 1884.